# Silvestro Aldobrandini
Silvestro Aldobrandini (né en 1587 à Rome, alors capitale des États pontificaux et mort le 28 janvier 1612 à Rome) est un cardinal italien du début du XVIIe siècle. Il est le frère du cardinal Ippolito Aldobrandini (1621), un neveu des cardinaux Pietro Aldobrandini (1593) et Cinzio Passeri Aldobrandini (1593) et un petit-neveu du pape Clément VIII (1592-1605), par sa mère. Autres cardinaux de la famille sont Baccio Aldobrandini (1652) et Alessandro Aldobrandini (1730). Silvestre Aldobrandini est membre de l'ordre de Saint-Jérôme.

## Biographie
Aldobrandini est reçu de minorité dans l'ordre de Saint-Jean de Jérusalem en 1598 à l'âge de 12 ans, il est nommé par la suite prieur de Rome. Il devient capitaine général de la garde pontificale.
Le pape Clément VIII le crée cardinal lors du consistoire du 17 septembre 1603. Il est gouverneur de San Severino de 1604 à 1607. 
Aldorbandini participe aux deux conclaves de 1605 (élection de Léon XI et de Paul V).

## Sources
- Fiche du cardinal sur le site fiu.edu